# Gotthard III. von Hoeveln

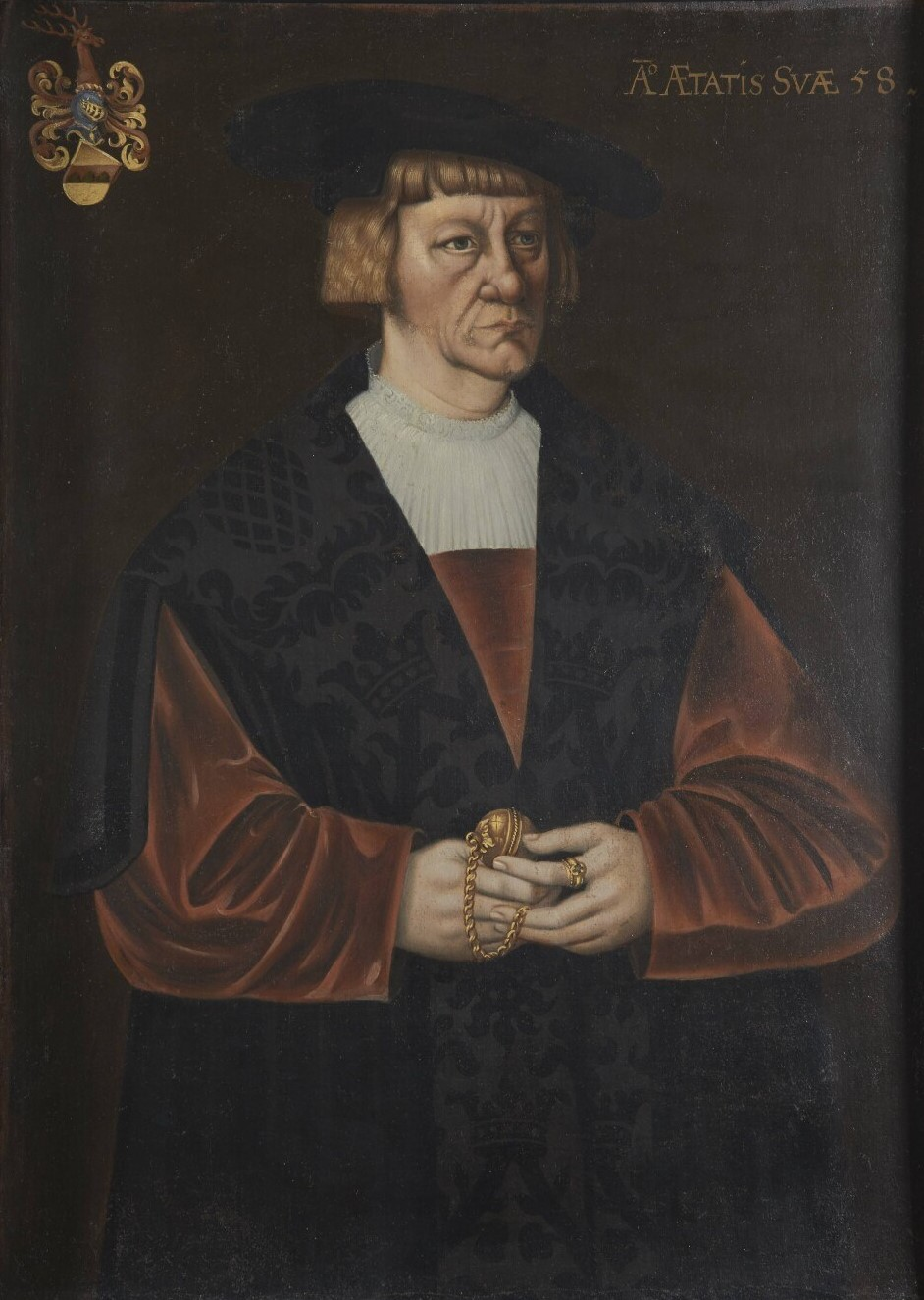
Gotthard von Hoeveln (1468–1555), Porträt von Hans Kemmer

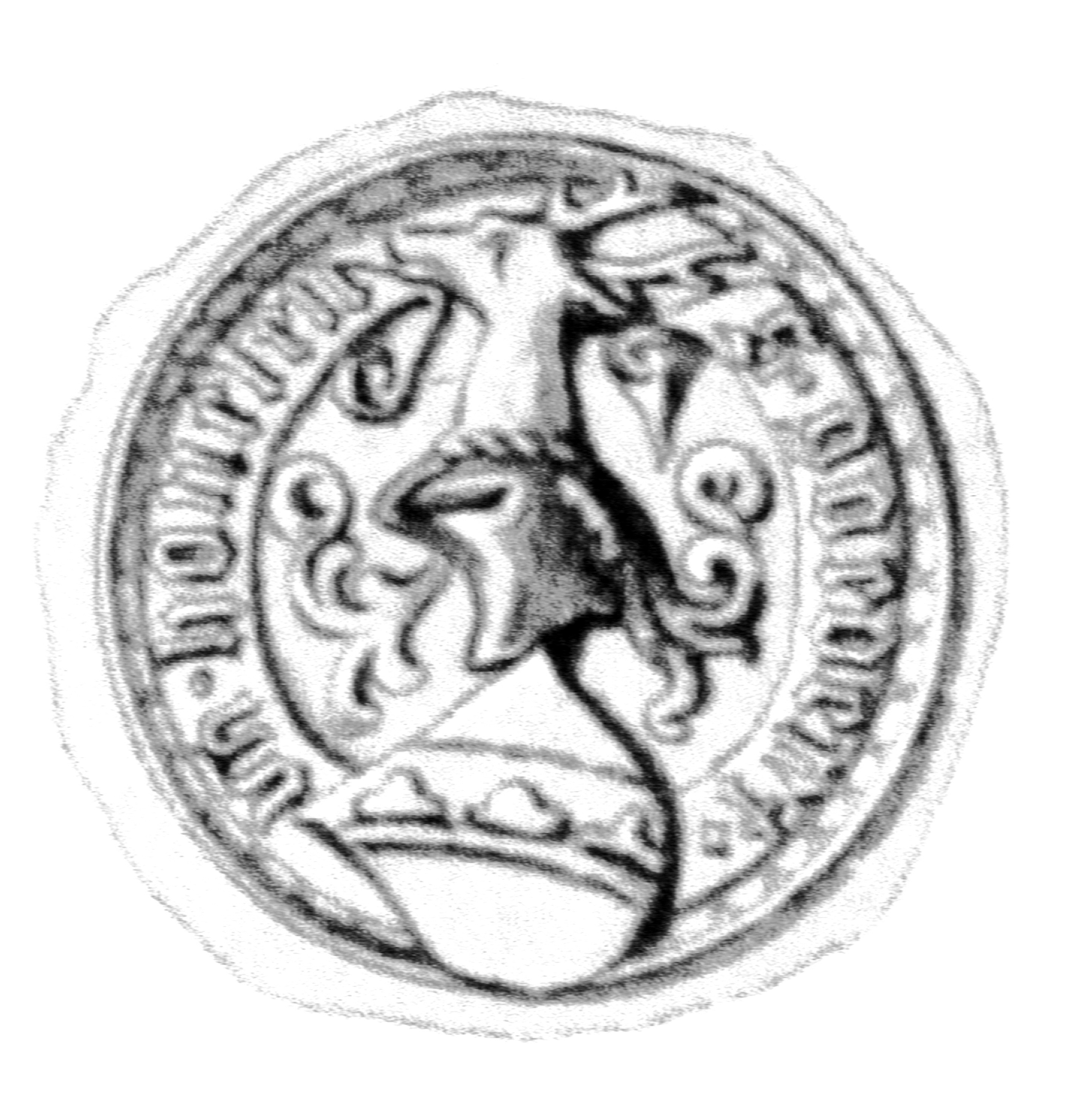
Siegel des Gotthard von Hoeveln um 1544

Gotthard III. von Hoeveln (* 1468 in Dortmund; † 4. Mai 1555 in Lübeck) war ein Bürgermeister der Hansestadt Lübeck.

## Leben und Wirken
Gotthard von Hoeveln stammte aus dem alten westfälischen Adelsgeschlecht von Höveln und siedelte wie viele Kaufleute seiner Zeit ca. 1508 von Dortmund nach Lübeck über. Ende Mai 1527 wurde er nach erfolgreichem Wirken und entsprechender Anerkennung durch die Bürger in den Rat der Stadt Lübeck gewählt.
Bereits vier Jahre später, am 9. September 1531, wurde er zum Bürgermeister ernannt und bekleidete dieses Amt mit einigen Unterbrechungen bis zu seinem Tode. Das Besondere an seiner Wahl zum Bürgermeister war, dass diese nicht wie sonst üblich durch den Rat selbst erfolgte, sondern im Zuge der turbulenten Einführung der Reformation durch Einflussnahme des Volkes. Ein halbes Jahr zuvor, am 8. April 1531, hatten zwei der vier Bürgermeister, Nikolaus Brömse und Hermann Plönnies, aus Protest gegen die Absicht des Bürgerausschusses, dem Schmalkaldischen Bund beizutreten, heimlich die Stadt verlassen und sich zum Kaiser begeben. Der Stadtrat, der sich durch Schulden und Korruptionsvorwürfe ohnehin seit Jahren den Vorwürfen der Bürger ausgesetzt sah, verlor nun endgültig deren Vertrauen und musste sich fügen, als der Bürgerausschuss unter Leitung von Jürgen Wullenwever auf eine Neuordnung drängte. Nachdem acht Männer aus den Ausschüssen per Los in den Rat gewählt wurden, wurde beschlossen, die geflohenen Bürgermeister als ihres Amtes verlustig gegangen zu erklären. Daraufhin bestimmte Jürgen Wullenwever am 9. September 1531 Gotthard von Hoeveln und den erst wenige Wochen zuvor durch Los in den Rat gelangten Gottschalck Lunte zu neuen Bürgermeistern. Beide waren als Befürworter der Reformation bekannt. Von Höveln war bereits 1530 an der Ausarbeitung der neuen Kirchenverfassung von Johannes Bugenhagen beteiligt gewesen.
Nach Wullenwevers Scheitern in der Grafenfehde waren alle sogenannten „Neuen Herren“ zum Rücktritt gezwungen. Auch von Hoeveln, der bereits vor den Unruhen Ratsherr gewesen war, trat im November 1534 zurück. Er wurde jedoch von Nikolaus Brömse um Rückkehr gebeten, nachdem dieser am 28. August 1535 feierlich wieder in sein Amt eingesetzt worden war.
Von Hoeveln war mindestens zweimal verheiratet und hatte drei Kinder, von denen zwei früh verstarben. Die erste Frau Wendula Claholt war eine Tochter des Ratsherrn Hermann Claholt. Sein Sohn Gotthard IV. von Höveln wurde nach seinem Tode Ratsherr in Lübeck.
Gotthard III. von Hoeveln ist in der Lübecker Marienkirche beigesetzt. Sein Grabmal befand sich vor der Kanzel (1942 zerstört). Sein von Hans Kemmer (oder dessen Werkstatt) gemaltes Porträt befindet sich in der Bürgermeistergalerie im Lübecker Rathaus.